# José Antonio Girón de Velasco
José Antonio Girón de Velasco (Herrera de Pisuerga, Palència; 28 d'agost de 1911 – Fuengirola, Màlaga; 22 d'agost de 1995), fou un militant falangista de gran importància durant la dictadura del general Francisco Franco (1939-1975). Va ocupar el Ministeri de Treball entre 1941-1957, sent a més membre del Consell del Regne i procurador a les corts franquistes. Durant el tardofranquisme va ser una de les veus del búnker, sector polític immobilista dintre del règim que s'oposava a qualsevol canvi en el sistema.

## Ideologia i actuació política
La seva vida política va començar molt aviat, sent un dels fundadors en 1934 de les Juntas de Ofensiva Nacional Sindicalista (JONS), partit polític que uns anys més tard es fusionaria amb la Falange Española de José Antonio Primo de Rivera. Durant la guerra civil va lluitar a la sierra de Guadarrama al comandament d'una centúria de Falange. Fet presoner després de l'assalt fallit a una casamata enemiga, va ser condemnat a mort i a punt de ser afusellat un parell de vegades.
En acabar la guerra se li va concedir la medalla militar individual, segona condecoració en importància després de la Creu Llorejada de Sant Ferran. Una vegada instaurat el règim de Francisco Franco, va començar a ocupar càrrecs polítics de gran importància. Inicialment va ser delegat nacional d'ex-combatents entre 1939 i 1941, però especial rellevància cobraria com a ministre de Treball entre 1941-1957. La seva gestió ministerial va tendir en gran manera a augmentar el nivell de vida de la classe obrera a Espanya. Entre aquestes mesures hem de destacar la creació d'universitats laborals, entre les quals destacaren les de Gijón, Còrdova, Sevilla, Zamora i Tarragona. Al costat d'això, la seva altra actuació ressenyable és la de potenciar un sistema de seguretat social, els objectius de la qual eren complir les situacions de vellesa, viduïtat, orfandat, atur, jornada laboral reduïda, vacances pagades i una xarxa d'assistència sanitària amb atencions mèdiques i hospitalàries. En definitiva, podem considerar-lo com la "cara social" del règim. Va arribar fins i tot a donar la quantitat de 100.000 pessetes per a la reconstrucció de part de la ciutat de Cadis afectada el 1947 per una explosió d'un dipòsit de mines submarines.
Malgrat aquestes mesures i a pesar de la repressió del règim en matèria laboral, la dècada dels anys 50 no va estar exempta de conflictivitat social. El 1956, Girón, davant el temor d'una repetició de la vaga de tramvies de Barcelona de 1951, convocaria un consell urgent de ministres amb la finalitat de què el govern aprovés una pujada salarial del 23%. Tal com indica l'hispanista Paul Preston en la seva obra Franco "Caudillo de España", aquestes mesures van provocar una forta discussió entre Girón i el ministre de Comerç, Manuel Arburúa, qui argumentava que la mesura provocaria greus efectes inflacionistes (argument que posteriorment va ser confirmat). A pesar d'aprovar-se aquesta pujada, no va ser suficient per a evitar una nova escalada de vagues, que va començar a la indústria sabatera de Pamplona, estenent-se a la indústria siderúrgica basca i a la mineria asturiana.
El 1957 seria cessat davant el creixent protagonisme dels tecnòcrates en el règim, que defensaven polítiques econòmiques capitalistes amb la finalitat de modernitzar Espanya, però sense canviar el règim polític. Retirat temporalment de l'arena política, es va dedicar als seus negocis urbanístics i turístics a la Costa del Sol, sent considerat un dels promotors de la posada en valor d'aquella zona, especialment el municipi de Fuengirola.
Durant el tardofranquisme, Girón va tornar a cobrar cert protagonisme. El 1973, després de la mort del President del Govern, almirall Luis Carrero Blanco, va ser un dels candidats a succeir a l'almirall mort, juntament amb Torcuato Fernández Miranda, Laureano López Rodó i Carlos Arias Navarro. Va ser triat finalment aquest últim gràcies al suport que tenia a la "camarilla del Pardo". Girón durant el tardofranquisme va ser ferm partidari del búnker, juntament amb figures com els generals "blaus" Tomás García Rebull i Carlos Iniesta Cano. Aquest grup, que tenia bastant influència sobre Franco, va pretendre frenar qualsevol besllum de reforma dintre del règim. Van tenir cert èxit durant 1974, com el conegut "Gironazo", article que va escriure Girón en el diari Arriba contra l'aperturista ministre d'Informació i Turisme Pío Cabanillas, que va provocar el seu cessament.
Són també conegudes les seves declaracions com a president de l'Associació Nacional d'Excombatents, en les quals textualment deia: "No reconeixem cap altra legitimitat que la del 18 de juliol". No obstant això, malgrat la seva influència dintre del règim, el búnker no va poder evitar les diverses mesures aperturistes produïdes el 1976 sota la presidència d'Adolfo Suárez, que culminaren en la Llei per a la Reforma Política, després de la qual el búnker quedaria pràcticament neutralitzat. Aquesta falta de protagonisme va ser confirmada després de les eleccions de juny de 1977, quan la ultradreta no va obtenir pràcticament representants en el nou parlament, quedant reduïda a grupúsculs rondaires protagonistes de certes accions violentes. Malgrat el malestar generat per alguns d'aquests esdeveniments (especialment la Matança d'Atocha de gener de 1977, i posteriorment el Cop d'estat del 23 de febrer), Girón mai va ser-hi relacionat.

## Recompenses
L'any 1943 va rebre la medalla d'or de la ciutat de Manresa.